# Drechmeria harposporioides
Drechmeria harposporioides är en svampart som först beskrevs av G.L. Barron & Szijarto, och fick sitt nu gällande namn av W. Gams & H.-B. Jansson 1985. Drechmeria harposporioides ingår i släktet Drechmeria och familjen Clavicipitaceae.   Inga underarter finns listade i Catalogue of Life.